# ريلبيفيرين
ريلبيفيرين هو دواء طوره تيبوتك لعلاج عدوى فيروس العوز المناعي البشري. وهو مثبط منتسخة عكسية لانيوكليوسيدي من الجيل الثاني ذو فاعلية أعلى وعمر نصف أطول وتفاعلات ضائرة أقل مقارنة بمثبطات المنتسخة العكسية اللانيوكليوسيدية الأقدم مثل إيفافيرينز. دخل ريلبيفيرين المرحلة الثالثة في نيسان 2008، وحصل على ترخيص إدارة الغذاء والدواء في أيار 2011.
يتوفر ريلبيفيرين في دواء مركب ذو جرعة ثابتة مع إمتريسيتابين وتينوفوفير ويسوق تحت اسم تجاري هو كومبليرا في الولايات المتحدة الذي حصل على الترخيص في آب  2011 وإفيبليرا في أوروبا وروسيا والذي حصل على ترخيص الاتحاد الأوروبي بتاريخ تشرين الثاني 2011.

## الاستخدامات الطبية
نال ريلبيفيرين موافقة الاستخدام الطبي في الولايات المتحدة عند المرضى الخاضعين للعلاج للمرة الأولى مع حمل فيروسي بدئي يبلغ 100,000 نسخة فيروسية/مل أو أقل، لكن يجب إشراكه مع الأدوية الأخرى المضادة لفيروس عوز المناعة البشري.
حظي ريلبيفيرين بموافقة الاستخدام في الاتحاد الأوروبي مع كابوتغرافير في علاج المداومة لدى البالغين الحاملين لمستويات فيروسية غير قابلة للقياس (الحمل الفيروسي أقل من 50 نسخة/مل) بالتشارك مع علاجهم الحالي بمضادات الفيروسات القهقرية، شرط ألا يطور الفيروس مقاومةً تجاه فئات محددة من الأدوية المضادة له التي تُسمى مثبطات إنزيم النسخ العكسي غير النوكليوسيدية ومثبطات نقل شريط الإنزيم المدمج.

### الأشكال الدوائية المتاحة
يتوافر الدواء بشكل أقراص فموية (الاسم التجاري إديورانت) وحقن عضلية مديدة التأثير تُعطى مرةً شهريًا أو كل شهرين (ريكامبايس). تُعطى الأقراص لمدة أربعة أسابيع قبل استخدام الحقن العضلية لتقييم التحمل الدوائي.

## مضادات الاستطباب والتفاعلات الدوائية
يُمنع استخدام الدواء مع الأدوية التي تحرض الإنزيم الكبدي سيتوكروم 3A4 مثل الكاربامازيبين والفينيتوين والريفامبيسين والعرن المثقوب (نبتة القديس يوحنا المثقبة)، إذ قد تسرع هذه الأدوية من تحطم الريلبيفيرين لتنقص تراكيزه البلازمية، وقد تسبب خسارة فعاليته وترفع نسبة المقاومة الفيروسية له. تحرض بعض هذه الأدوية أيضًا إنزيم يوريدين ثنائي الفوسفات ناقل جلوكونورونوسيل الذي ينقص أيضًا من تراكيز كابوتغرافير البلازمية ويضعف تأثيرات هذه المشاركة الدوائية.
يمنع إعطاء الدواء أيضًا مع مثبطات مضخة البروتون لأن زيادة درجة حموضة المعدة ينقص امتصاص الدواء من الأمعاء ويعطي عقابيل مشابهةً لتحريض سيتوكروم 3A4.

## التأثيرات الجانبية
يُعد الارتكاس في موقع الحقن أشيع التأثيرات الجانبية للشكل القابل للحقن من الدواء (في ما يصل حتى 84% من المرضى)، وتشمل أعراض الارتكاس كلًا من الألم والتورم والصداع (حتى 12%) والحمى والشعور بالحرارة (في 10% من المرضى). تشمل الأعراض الأقل شيوعًا (أقل من 10%) الاضطرابات الاكتئابية والأرق والطفح.
تشمل التأثيرات الجانبية الأشيع للأقراص الدوائية أيضًا الاضطرابات الاكتئابية (4.1%) والصداع (3.5%) والأرق (3.5%) والطفح (2.3%)، وتحدث جميعها خلال المعالجة المشتركة بين الريلبيفيرين وواحد أو أكثر من الأدوية الأخرى المضادة لفيروس عوز المناعة البشري.
لوحظ حدوث تطاول المسافة QT على تخطيط كهربائية القلب في الجرعات شديدة الارتفاع من الدواء، لكنه لا يُشاهد سريريًا في الجرعات المعيارية.

## التاريخ
دخل ريلبيفيرين المرحلة الثالثة من التجارب السريرية في أبريل من عام 2008، وحظي بموافقة الاستخدام في الولايات المتحدة في مايو عام 2011 تحت الاسم التجاري إديورانت.
في 15 أكتوبر من عام 2020، تبنت لجنة المنتجات الدوائية للاستخدام البشري التابعة لوكالة الأدوية الأوروبية موقفًا إيجابيًا من الدواء، موصيةً بمنحه التصريح التسويقي تحت الاسم لتجاري ريكامبايس الموجه لعلاج عدوى فيروس عوز المناعة البشري من النمط الأول بالمشاركة مع حقن كابوتغرافير. وافق الاتحاد الأوروبي على استخدام الدواء طبيًا في ديسمبر من عام 2020. يمثل هذان الدواءان أول مضادات الفيروسات القهقرية المتوافرة ضمن حقن مديدة التأثير.